# Албанија на Европском првенству у атлетици у дворани 2013.
Албанија је учествовала на 32. Европском првенству у дворани 2013 одржаном у Гетеборгу, Шведска, од 28. фебруарa до 3. мартa. Ово је било осмо европско првенство у атлетици у дворани од 1992. године када је Албанија први пут учествовала, а од 2005. је редован учесник. Репрезентацију Албаније представљало је троје спортиста (2 мушкараца и 1 жена) који су се такмичили у 3 дисциплине.
На овом првенству представници Албаније нису освојили ниједну медаљу, нити су оборили неки рекорд.

## Учесници
| Бр. | Дисциплина   | Мушкарци       | Жене       | Укупно |
| --- | ------------ | -------------- | ---------- | ------ |
| 1   | 800 м        | Ераљдо Ћерама  | Љуиза Гега | 2      |
| 2   | Бацање кугле | Адријатик Хоџа |            | 1      |
|     | Укупно (2)   | 2              | 1          | 3      |

### Мушкарци
| Атлетичар      | Дисциплина   | Лични рекорд | Квалификације | Квалификације | Полуфинале           | Полуфинале           | Финале               | Финале     | Детаљи |
| Атлетичар      | Дисциплина   | Лични рекорд | Резултат      | Место         | Резултат             | Место                | Резултат             | Место      | Детаљи |
| -------------- | ------------ | ------------ | ------------- | ------------- | -------------------- | -------------------- | -------------------- | ---------- | ------ |
| Ераљдо Ћерама  | 800 м        | 1:51,32 НР   | 1:55,10       | 6. у гр 3     | Није се квалификовао | Није се квалификовао | Није се квалификовао | 26/26 (28) |        |
| Адријатик Хоџа | Бацање кугле | 17,30 НР     | 17,01         | 24            |                      |                      | Није се квалификовао | 24 / 24    |        |

### Жене
| Атлетичарka | Дисциплина | Лични рекорд | Квалификације    | Квалификације    | Полуфинале       | Полуфинале       | Финале           | Финале           | Детаљи |
| Атлетичарka | Дисциплина | Лични рекорд | Резултат         | Место            | Резултат         | Место            | Резултат         | Место            | Детаљи |
| ----------- | ---------- | ------------ | ---------------- | ---------------- | ---------------- | ---------------- | ---------------- | ---------------- | ------ |
| Љуиза Гега  | 800 м      | 2:02,27      | Диск. Чл. 163.3б | Диск. Чл. 163.3б | Диск. Чл. 163.3б | Диск. Чл. 163.3б | Диск. Чл. 163.3б | Диск. Чл. 163.3б |        |